# Зорька (растение)
Зо́рька, или ли́хнис (лат. Lýchnis) — род растений семейства Гвоздичные. В настоящее время большинство включенных в него видов (104 из 118) ожидают уточнения таксономического положения, подтвержденными считаются 14 таксонов.

## Ботаническое описание

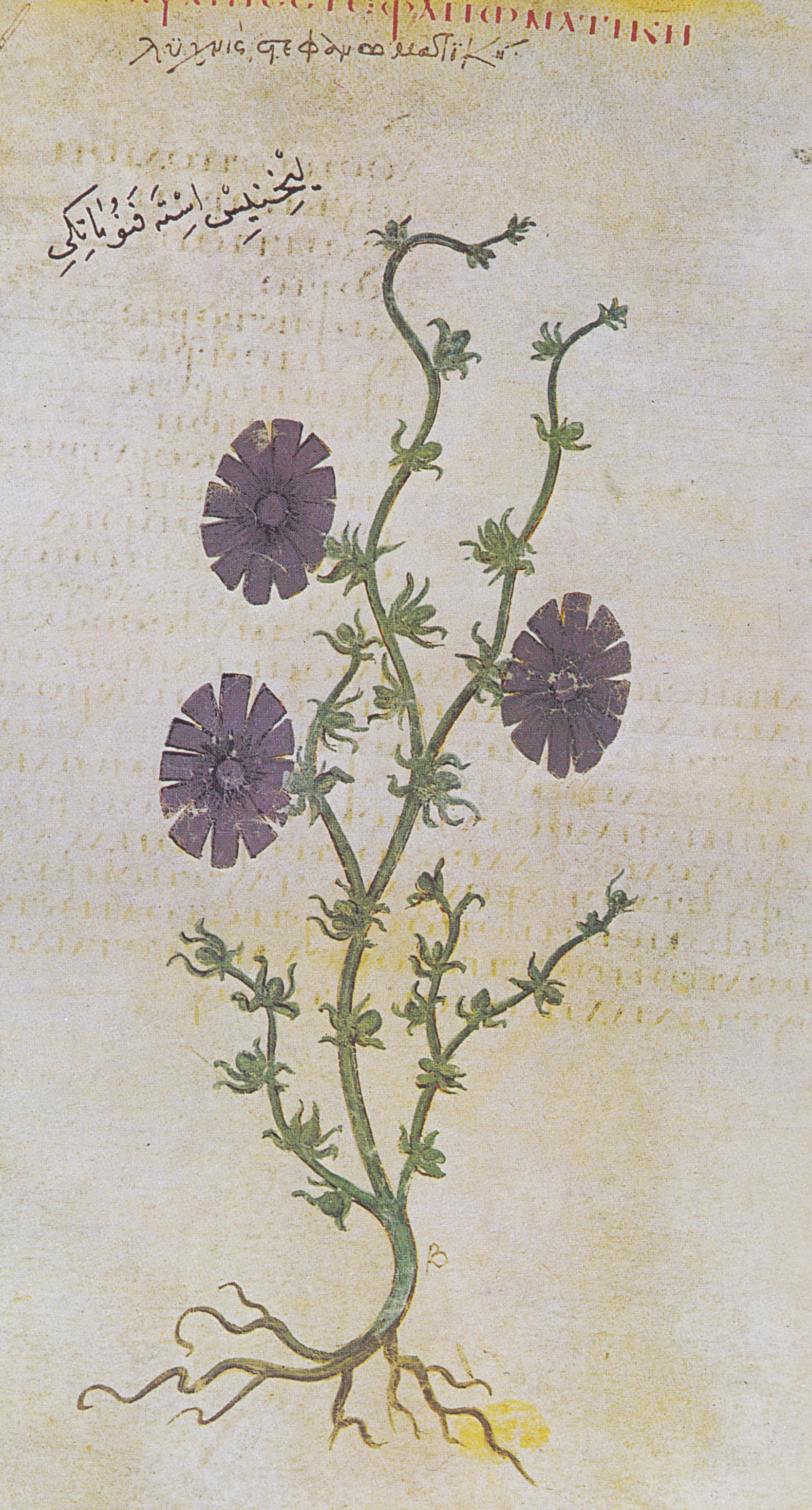
Один из видов лихниса (Венский Диоскорид, Византия, VI век)

Многолетние растения высотой 40—100 см.
Стебель прямой, округлый, шероховатый от волосков.
Листья ланцетно-яйцевидные, с обеих сторон шероховатые, острые, у основания немного сердцевидные, полустеблеобъемлющие.
Цветки обоеполые, около 2 см в диаметре, собраны на верхушке стебля в головчатое соцветие более или менее плотное, щитковидное. Лепестки карминово-красные, отгиб лепестка двулопастный.
Плод — коробочка, вскрывается 5 зубцами.

## Классификация

### Таксономия
Lychnis L., 1753, Sp. Pl.: 436
Род Зорька относится к семейству Гвоздичные (Caryophyllaceae) порядка Гвоздичноцветные (Caryophyllales). Кладограмма в соответствии с Системой APG IV по состоянию на декабрь 2023 года:
|  |                                      |  |                                   |                                   |                      |  | ещё 40 семейств |              |              |                                                             |
|  |                                      |  |                                   |                                   |                      |  |                 |              |              | 14 подтвержденных видов и 104 вида, ожидающих подтверждения |
|  |                                      |  |                                   | порядок Гвоздичноцветные          |                      |  |                 |              | род Зорька   |                                                             |
|  |                                      |  |                                   | порядок Гвоздичноцветные          |                      |  |                 |              | род Зорька   |                                                             |
|  | отдел Цветковые, или Покрытосеменные |  |                                   |                                   | семейство Гвоздичные |  |                 |              |              |                                                             |
|  | отдел Цветковые, или Покрытосеменные |  |                                   |                                   |                      |  |                 |              |              |                                                             |
|  |                                      |  | ещё 63 порядка цветковых растений | ещё 63 порядка цветковых растений |                      |  |                 | еще 97 родов | еще 97 родов |                                                             |
|  |                                      |  |                                   | ещё 63 порядка цветковых растений |                      |  |                 |              | еще 97 родов |                                                             |

### Виды
- Lychnis ajanensis (Regel & Tiling) Regel
- Lychnis cognata Maxim., 1859 — Лихнис родственный
- Lychnis coronata Thunb., 1784 — Лихнис увенчанный
- Lychnis crassifolia (T.C.E.Fr.) M.Popp
- Lychnis fulgens Fisch., 1818 — Лихнис сверкающий
- Lychnis ischnopetala (F.N.Williams) Majumdar
- Lychnis kigesiensis (R.D.Good) M.Popp
- Lychnis kiwuensis (T.C.E.Fr.) M.Popp
- Lychnis rotundifolia (Oliv.) M.Popp
- Lychnis samojedorum Perf.
- Lychnis scottii (Turrill) M.Popp
- Lychnis senno Siebold & Zucc., 1839 — Лихнис сенно
- Lychnis villosula (Trautv.) Gorschk.
- Lychnis wilfordii (Regel) Maxim., 1872 — Лихнис Уилфорда

Один из самых популярных видов, ранее также являвшийся типовым видом рода, Зорька обыкновенная (Lychnis chalcedonica) по современной классификации относится к роду Смолевка (Silene). К тому же роду отнесен Кукушкин цвет обыкновенный (Lychnis flos-cuculi).